# Trung Nguyên (xã)
Trung Nguyên là một xã thuộc huyện Yên Lạc, tỉnh Vĩnh Phúc, Việt Nam.

## Địa lý
Xã Trung Nguyên nằm ở phía bắc huyện Yên Lạc, có vị trí địa lý:
- Phía đông giáp xã Đồng Cương và xã Bình Định
- Phía tây giáp xã Tề Lỗ và xã Đồng Văn
- Phía nam và đông nam giáp thị trấn Yên Lạc và thị trấn Tam Hồng
- Phía bắc giáp thành phố Vĩnh Yên.

Xã Trung Nguyên có diện tích 737 ha, có dân số vào khoảng 9.193 dân, dân tộc chủ yếu là dân tộc Kinh. dân cư ở đây chủ yếu làm nông nghiệp.
Trung Nguyên có con Sông Phan chảy qua địa phận Thôn Hoàng Thạch.

## Hành chính
Xã Trung Nguyên được chia thành 9 thôn là: Trung Nguyên, Lạc Trung, Lỗ Quynh, Thiệu Tổ, Xuân Chiếm, Đông Lỗ 1, Đông Lỗ 2, Hoàng Thạch, Tân Nguyên.

## Văn hóa

### Di tích
Di tích đền Tranh hay đền Bắc Cung Thượng thờ đức thánh Tản Viên là một trong Tứ bất tử được thờ rộng rãi nhiều đền và phủ trong văn hóa thờ Mẫu. Di tích đền Tranh (Bắc Cung Thượng) ở xã Trung Nguyên đã được Bộ văn hóa thông tin xếp hạng cấp quốc gia 1993.

## Giao thông
Xã Trung Nguyên nằm ở vị trí giao thông thuận lợi, gần trung tâm huyện lỵ Yên Lạc. Các tuyến, hệ thống giao thông quan trọng đi qua xã:
- Tỉnh lộ 303: đi Văn Tiến, thị trấn Yên Lạc, Tề Lỗ, Đồng Văn, ngã ba Kiệu, quốc lộ 2...
- Tỉnh lộ 305B: đi Tề Lỗ, Đồng Cương, quốc lộ 2...

## Kinh tế
Trung Nguyên là xã có nền kinh tế phát triển đa dạng, nhiều ngành nghề phụ. Về nông nghiệp đẩy mạnh trồng trọt, thâm canh, trồng màu, rau màu và rau vụ đông. Lĩnh vực nghề tiểu thủ công nghiệp cũng khá phát triển do nằm gần nhiều làng nghề quy mô hoạt động lớn như mộc (thị trấn Yên Lạc), phế liệu cơ giới (Tề Lỗ) và giao thông thuận lợi nên xã có nhiều nghề dựa theo. Bên cạnh các nghề như thu gom buôn bán phế liệu, đồng nát, tóc thì các nghề nhóm dịch vụ, buôn bán khác cũng đang phát triển.